# 티나 슬론
티나 슬론(Tina Sloan, 1943년 2월 1일 ~ )은 미국의 텔레비전 배우, 영화배우, 배우, 작가이다.
브롱스빌에서 태어났다.

## 영화
- 해피 뉴 이어 (2011년) - 그레이스 역
- 블랙 스완 (2010년)
- 체인징 레인스 (2002년) - 델라노 부인 역
- 가딩 라이트 (1952년)